# Geoffrey Layton
Sir Geoffrey Layton, brittisk amiral, född den 20 april 1884, död den 4 september 1964. Layton var chef över den brittiska flottan i Fjärran östern 1940-1941 och 1941-1942.